# Joey Mazzarino
Joey Mazzarino (ur. 4 czerwca 1968 w Nowym Jorku) – amerykański scenarzysta współpracujący przy produkcji Ulicy Sezamkowej. W 2009 roku otrzymał WGA Award za scenariusz do produkcji Elmo's Christmas Countdown.
Jest pochodzenia włoskiego. Żonaty z aktorką i wokalistką Kerry Butler; małżeństwo adoptowało dziewczynkę pochodzącą z Etiopii.